# Davide Formolo
Davide Formolo (* 25. Oktober 1992 in Marano di Valpolicella) ist ein italienischer Radrennfahrer.

## Karriere
Davide Formolo wuchs in San Rocco, einem Ortsteil seines Geburtsorts Marano di Valpolicella mit 200 Einwohnern, auf. Marano di Valpolicella ist der Austragungsort des bekannten U23-Eintagesrennens Gran Premio Palio del Recioto. Sein erstes Rennrad kaufte er im Fahrradgeschäft des ehemaligen Radprofis Luciano Conati.
Nachdem Formolo in den Jahren 2012 und 2013 jeweils die Gesamtwertung des Giro Ciclistico Pesche Nettarine di Romagna, einem Etappenrennen im Kalender des italienischen Radsportverbands, gewonnen hatte, Zweiter der italienischen U23-Meisterschaft 2012 und 2013 Zweiter der internationalen U23-Rundfahrt Giro della Valle d’Aosta geworden war, schloss er sich 2014 dem italienischen UCI WorldTeam Cannondale an. Bei den italienischen Straßenmeisterschaften auf dem bergigen Parcours der Trofeo Melinda wurde er Zweiter im Sprint hinter dem späteren Gewinner der Tour de France 2014, Vincenzo Nibali.
Als sein Cannondale-Team im US-amerikanischen Team Cannondale-Garmin unter Jonathan Vaughters aufging, wurde er Teil dieser Mannschaft. Vaughters äußerte die Erwartung, dass Formolo zukünftig den Giro d’Italia gewinnen werde. Seinen ersten internationalen Erfolg erzielte er mit dem Sieg bei der vierten Etappe des Giro d’Italia 2015 als er sich aus einer Ausreißergruppe, die sich in den ligurischen Bergen gebildet hatte, absetzen konnte und 22 Sekunden vor der Verfolgergruppe der Girofavoriten das Ziel in La Spezia erreichte. Danach nahm er an der Polen-Rundfahrt teil und wurde dort Gesamtneunter.
In der Saison 2016 bestritt Formolo wieder den Giro d’Italia, den er wie im Vorjahr auf dem 31. Platz abschloss. In der Gesamtwertung der Polen-Rundfahrt 2016 belegte er den vierten Rang. Im August startete Davide Formolo erstmals als Helfer des späteren Gesamtfünften Andrew Talansky bei der Vuelta a España und belegte am Ende der Rundfahrt den neunten Platz.
Beim Giro d’Italia 2017 und 2018 wurde er jeweils Gesamtzehnter. 2019 gewann er die Schlussetappe der Katalonien-Rundfahrt und wurde Zweiter bei Lüttich–Bastogne–Lüttich, nachdem er am letzten Anstieg von seinem Mit-Ausreißer Jakob Fuglsang distanziert wurde.

## Erfolge
2012
- Italienische U23-Straßenmeisterschaft

2014
- Italienische Straßenmeisterschaft

2015
- Nachwuchswertung Algarve-Rundfahrt
- eine Etappe Giro d’Italia

2019
- eine Etappe Katalonien-Rundfahrt
- Italienischer Meister – Straßenrennen

2020
- eine Etappe Critérium du Dauphiné

## Grand-Tour-Platzierungen
| Grand Tour            | 2015 | 2016 | 2017 | 2018 | 2019 | 2020 | 2021 | 2022 | 2023 | 2024 | 2025 |
| --------------------- | ---- | ---- | ---- | ---- | ---- | ---- | ---- | ---- | ---- | ---- | ---- |
| Giro d’ItaliaGiro     | 31   | 31   | 10   | 10   | 14   | –    | 15   | 36   | 30   | –    | 45   |
| Tour de FranceTour    | –    | –    | –    | –    | –    | DNF  | 44   | –    | –    | 72   |      |
| Vuelta a EspañaVuelta | –    | 9    | –    | 22   | DNF  | DNF  | –    | –    | –    | –    |      |